# Old Guy
Old Guy è un film del 2025 diretto da Simon West.

## Trama
Danny Dolinski è un veterano killer professionista, costretto al ritiro a causa dell’artrosi che gli compromette la mira. Quando «la Compagnia» lo richiama in servizio, gli viene affidato il compito di addestrare Wihlborg, un giovane prodigio della Generazione Z dal carattere spigoloso. Insieme a Danny lavora anche Anata, sua confidente e proprietaria di un night-club, che lo sostiene tra le difficoltà dell’incarico. In volo verso la missione in Irlanda del Nord, l’anziano collega percepisce che Wihlborg non è solo un allievo, ma parte di un piano volto a sostituire la vecchia guardia con assassini più giovani.
Durante l’operazione i tre scoprono di essere stati volutamente messi sul libro paga per essere eliminati una volta portato a termine il loro compito. Traditi dai vertici, Danny e Wihlborg devono unire le forze: dopo una serie di rapidi scontri e inseguimenti, riescono a far saltare il complotto, eliminando Opal (la loro referente) e i sicari assoldati per il loro omicidio. Nell’epilogo Danny decide di appendere la pistola al chiodo in modo definitivo, mentre Wihlborg, consapevole di aver imparato la lezione dal suo mentore, prende il suo posto senza tradire lo spirito del vecchio boss.

## Distribuzione
Il film è stato distribuito nelle sale cinematografiche statunitensi il 21 febbraio 2025 mentre in Italia è stato distribuito su Amazon Prime Video il 24 giugno 2025.